# Lodowy Koń
Lodowy Koń, także Koń i Koń na Lodowym (słow. Kôň, Ľadový kôň, Kamenný kôň, niem. Steinernes Ross, węg. Kőparipa) – prawie poziomy odcinek grani głównej Tatr o punkcie kulminacyjnym położonym na wysokości ok. 2585 m n.p.m. znajdujący się pomiędzy Lodowym Szczytem a Ramieniem Lodowego (oddzielającym go od Lodowego Zwornika) w słowackiej części Tatr Wysokich. Lodowy Koń ma długość ok. 22 m, jest bardzo wąski i składa się z wielkich kamiennych bloków (tzw. koń skalny). Opada on w kierunku Ramienia Lodowego, natomiast między nim a Lodowym Szczytem znajdują się jeszcze dwa obiekty – przełączka Koński Karbik i niewielka turniczka zwana Końskim Zębem. Przez Lodowego Konia prowadzi najłatwiejsza, nieznakowana ścieżka na Lodowy Szczyt biegnąca z Doliny Pięciu Stawów Spiskich.

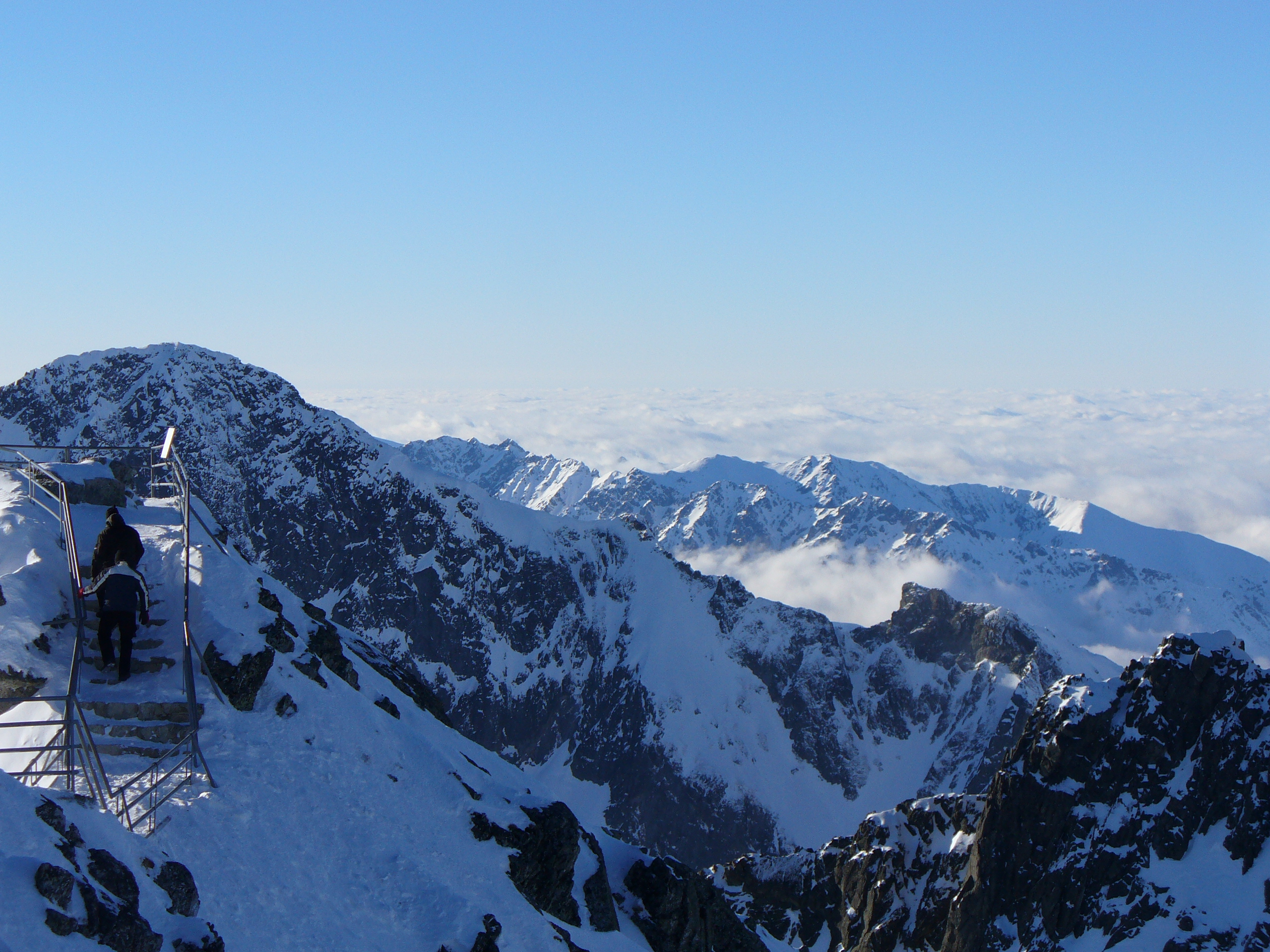
Lodowy Koń widoczny zaraz poniżej wierzchołka Lodowego Szczytu (na prawo)
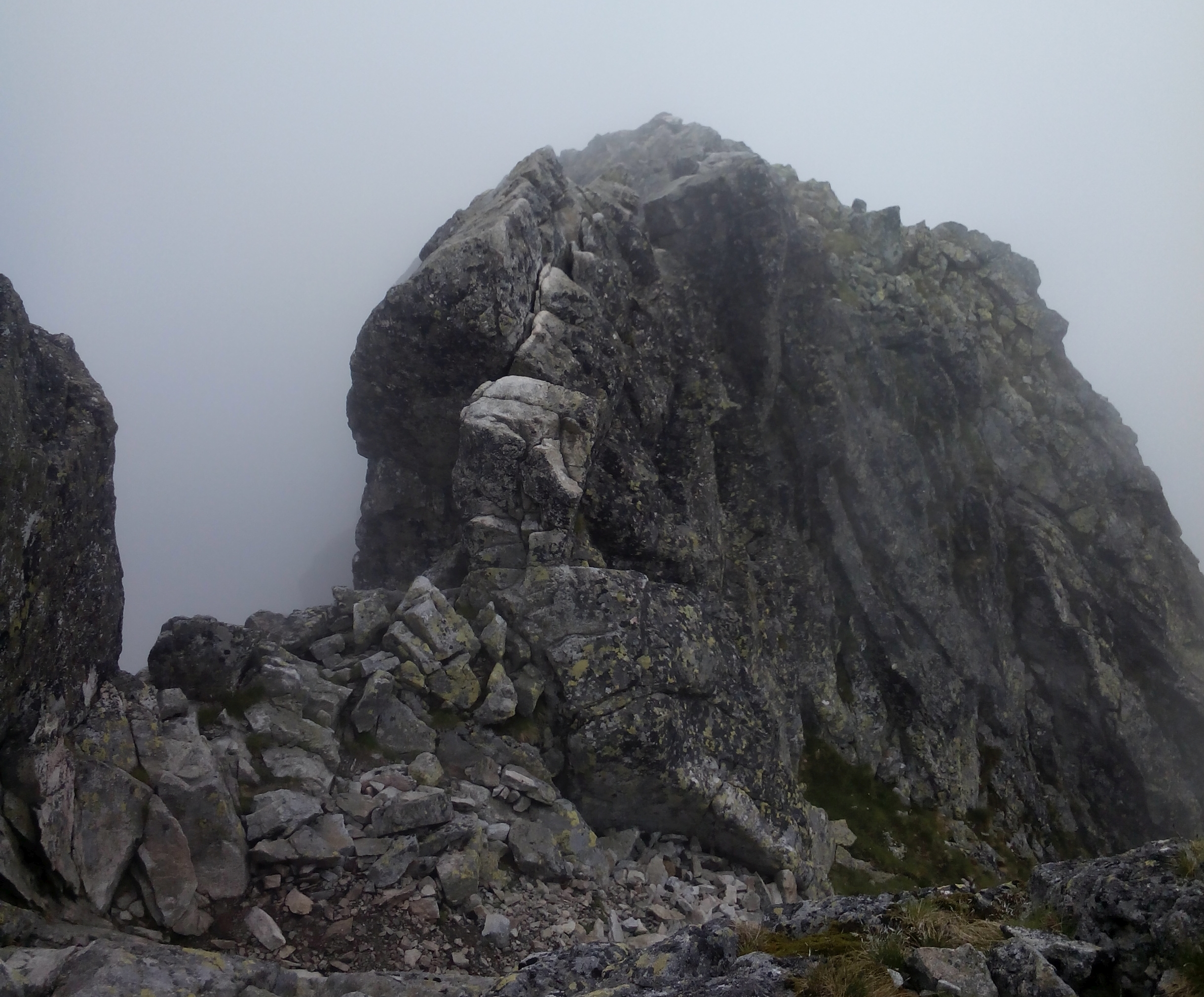
Lodowy Koń
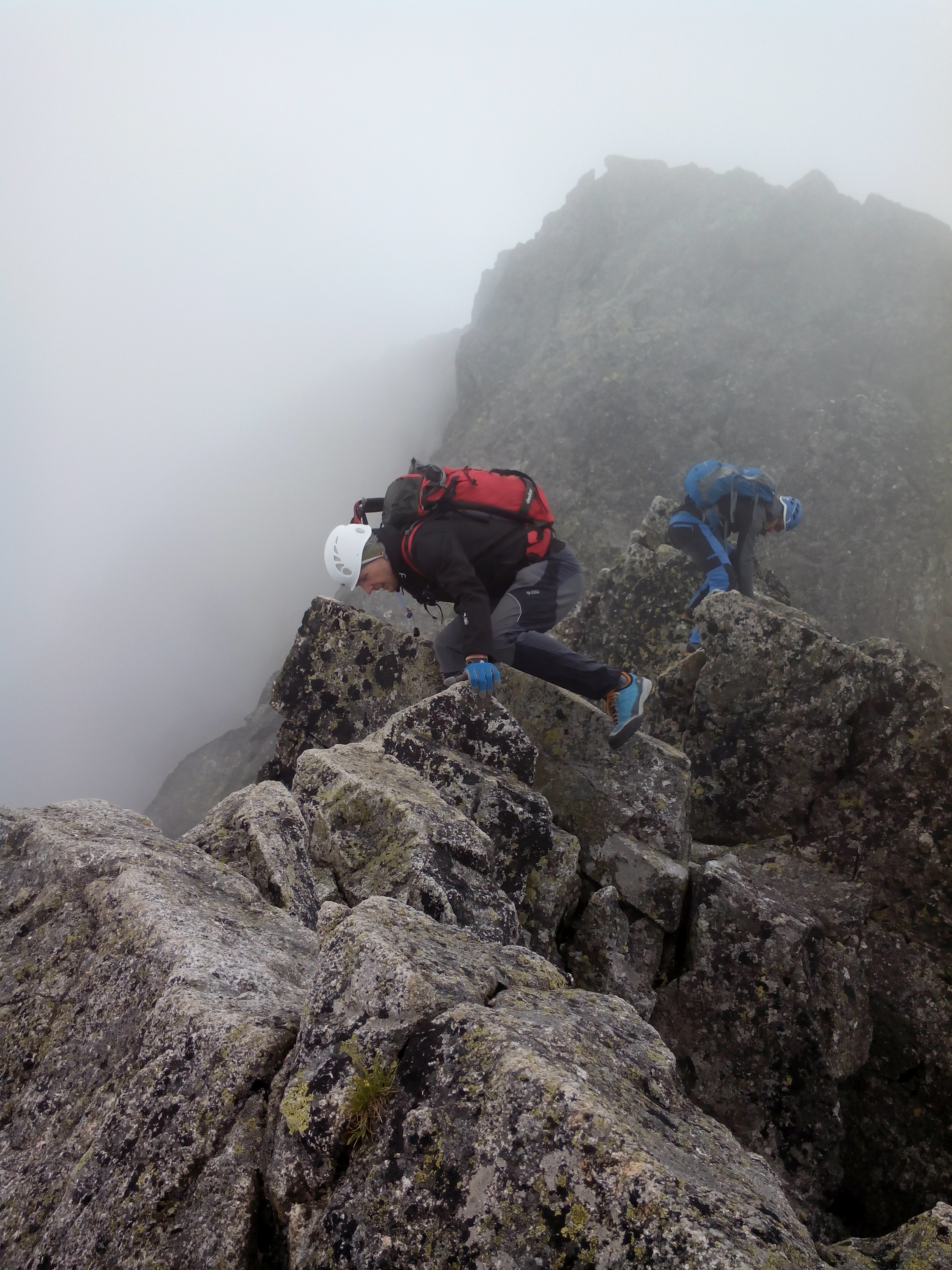
Przejście Lodowym Koniem

## Historia
Pierwsze turystyczne przejścia Lodowego Konia:
- Franz Dénes i tragarz Greisiger, 21 sierpnia 1876 r. – letnie
- Theodor Wundt i Jakob Horvay, 28 grudnia 1891 r. – zimowe[2].